# Wuqi (häradshuvudort i Kina, Shaanxi, lat 36,93, long 108,17)
Wuqi (kinesiska: 吴起, 吴起县) är en häradshuvudort i Kina. Den ligger i provinsen Shaanxi, i den nordvästra delen av landet, omkring 300 kilometer norr om provinshuvudstaden Xi'an. Antalet invånare är 145 061. Befolkningen består av 67 693 kvinnor och 77 368 män. Barn under 15 år utgör 16,0 %, vuxna 15-64 år 76 %, och äldre över 65 år 6,0 %.
Runt Wuqi är det ganska glesbefolkat, med 28 invånare per kvadratkilometer. Wuqi är det största samhället i trakten. Trakten runt Wuqi består i huvudsak av gräsmarker.
Genomsnittlig årsnederbörd är 779 millimeter. Den regnigaste månaden är juli, med i genomsnitt 216 mm nederbörd, och den torraste är december, med 1 mm nederbörd.